# هوب المقضي (فرع العدين)

تعديل مصدري - تعديل

هوب المقضي محلة تابعة لقرية الاشعاب، التابعة لعزلة العاقبة بمديرية فرع العدين إحدى مديريات محافظة إب في الجمهورية اليمنية، بلغ تعداد سكانها 28 حسب تعداد اليمن لعام 2004.